# AC Sparta Praha 2018/2019
Tento článek se podrobně zabývá událostmi ve fotbalovém klubu AC Sparta Praha v sezoně 2018/19 a jeho působení v 1. lize, MOL Cupu a Evropské lize. Sparta se v předchozím ročníku umístila na 5. místě a zajistila si tak start ve 2. předkole Evropské ligy.

## Sezona
Na konci května ze Sparty odešel brankář Martin Dúbravka, který přestoupil do anglického Newcastle United FC. Do Sparty zamířil brankář Slovácka Milan Heča a do přípravy se zapojil útočník Bohemians Praha 1905, Ghaňan Benjamin Tetteh. Sezona 2018/19 začala pro Spartu 18. června. Do přípravy se nezapojili David Hovorka a Michal Kadlec. Další posilou se stal Srb Uroš Radaković ze Sigmy Olomouc. Na roční hostování z RSC Anderlecht přišel kamarád Nica Stanciua Alexandru Chipciu. Pár dnů před začátkem ligy Sparta potvrdila přestup Benjamina Tetteha, do Baníku odešel Daniel Holzer a na hostování do Jablonce David Hovorka.
V prvním kole Sparta porazila nováčka z Opavy, poté ale přišel první zápas 2. předkola Evropské ligy se srbským Spartakem Subotica. Sparta do utkání šla jako jasný favorit, ale Subotica senzačně vyhrála 0:2. Utkání se stalo osudným trenéru Hapalovi, který byl po utkání odvolán a dočasně nahrazen dosavadním sportovním ředitelem Zdeňkem Ščasným. Pod staronovým koučem Ščasným Sparta uspěla v lize v Jablonci, v zápase, ve kterém Sparta vytvořila nový klubový a ligový rekord – nejmenší počet hráčů české národnosti v základní sestavě – 1. V odvetě 2. předkola dokonce porazila Suboticu, ale pouze 2:1 a to na postup nestačilo. Sparta podruhé v řadě skončila v evropských pohárech na prvním soupeři. Během utkání (když Sparta po penaltě inkasovala) vniklo na hřiště několik fanoušků z „kotle“ a zápas musel být na několik minut přerušen, fanoušky uklidňoval i kapitán Josef Šural. Tito fanoušci byli obviněni z výtržnictví a hledá je policie. Ze strany Sparty jim hrozí zákaz vstupu na stadion a peněžní pokuty. Sparta za incidenty v utkáních proti Subotici dostala od UEFA celkovou pokutu 100 tisíc eur (v přepočtu cca 2,5 milionu korun), trest v podobě zavřeného stadionu pro příští domácí utkání LM/EL a kapitán Josef Šural má stopku na 4 soutěžní zápasy v soutěžích UEFA.
V dalších kolech Sparta porazila 1. FC Slovácko 1:0 a zdemolovala FK Teplice 4:0 čtyřmi góly v prvním poločase. Sparta poprvé v ligové sezoně ztratila body s Příbramí, se kterou i přes 15 střel na bránu remizovala 2:2. Sparta se dlouhodobě potýkala s nedostatkem útočníků, protože na marodce stále byli Václav Kadlec, Matěj Pulkrab a Václav Drchal, a tak měla Sparta k dispozici pouze Josefa Šurala a Benjamina Tetteha, kteří pravidelně nastupovali v základní sestavě. Proto do Sparty jako volný hráč přišel Australan súdánsko-eritrejského původu Golgol Mebrahtu, který naposledy hrál za Mladou Boleslav. Sparta nedokázala vyhrát ani následující utkání, s Bohemians remizovala 1:1. V dalším kole už ale Sparta dokázala zvítězit, poslední Duklu, která byla tou dobou poslední s 0 výhrami, 0 remízami a 7 prohrami, zdolala 2:0. Dalším zápasem bylo vypjaté utkání v Ostravě, kde Sparta dokázala vyhrát 1:0. V následujícím kole Sparta doma zničila Liberec 4:1 a na jeden den se dostala do čela ligy. Stalo se tak po dvou letech.
Konec září se nesl v duchu personálních změn ve vedení Sparty. Na postu generálního ředitele skončil Adam Kotalík, který se přesunul do pozice supervizora sportovní oblasti. Novým generálním ředitelem Sparty se stal František Čupr. Znovuobsazena je pozice generálního sekretáře, který bude koordinovat všechny složky sportovního úseku a dohlížet na administrativní procesy. Generálním sekretářem je nově Dušan Žovinec.
V desátém kole Sparta hrála ve šlágru kola s Viktorií Plzeň. Utkání rozhodl vlastní gól Radakoviće. Ve vypjatém zápase padlo celkem 9 žlutých karet a v samém závěru dostal červenou kartu za faul na Limberského Nicolae Stanciu, který následně dostal od disciplinární komise trest na dva zápasy. V říjnu čekalo Spartu první utkání v MOL Cupu, jejím soupeřem byl divizní tým TJ Slavoj TKZ Polná. Sparta v Polné zvítězila 4:1, poslední gól Sparty vstřelil teprve 16letý Adam Hložek. V 11. kole Sparta, bez chybějícího Stanciua, prohrála v Olomouci 0:1 a na čelo ligy ztrácela 4 body. V následujícím kole Sparta přivítala Mladou Boleslav, kterou porazila stejně jako měsíc zpátky Liberec 4:1. Dvěma góly se na vítězství podílel Benjamin Tetteh, který byl se sedmi góly nejlepším střelcem Sparty. Následovalo venkovní utkání ve Zlíně, kde Sparta prohrála 0:1. Bylo to třetí venkovní ligové utkání v řadě, které Sparta prohrála 0:1.
290. derby bylo naplánováno na 4. listopadu na stadion Sparty. Sparta sice začala aktivněji, ale jako první skórovala Slavia, když ve 36. minutě prostřelil Nițu Kúdela. Sparta ale dokázala v závěru poločasu skóre otočit po góle Tetteha ve 42. minutě a po penaltě proměněné Kangou. Ve druhém poločase ale Sparta ani jednou nevystřelila na branku Slavie a v 70. minutě skóre srovnal Souček. Derby skončilo 2:2. Sparta na další utkání přišla o Chipciua, který dostal stop na jeden zápas za 4 žluté karty a o Kangu, který má stopku na 2 zápasy po 8 žlutých kartách.
V dalším kole Sparta konečně překonala prokletí venkovních zápasů, když vyhrála v Karviné 3:1. K výhře pomohl i svým prvním ligovým gólem v kariéře stoper Uroš Radaković. V 89. minutě se do hry dostal 16letý Adam Hložek, který se stal nejmladším hráčem Sparty, který kdy zasáhl do ligového utkání. Sparta byla v polovině základní části na 3. místě se ztrátou 5 bodů na druhou Plzeň a 7 bodů na vedoucí Slavii.
Druhou polovinu základní části Sparta nezahájila dobře. V 16. kole přivítala doma FK Jablonec. Utkání bylo věnováno 125. výročí založení klubu, hráči Sparty nastoupili v černých retro dresech. Utkání mohl rozhodnout Nicolae Stanciu, penaltu ale minul. O 3 dny později Sparta hrála osmifinále MOL Cupu v Opavě. V normální hrací době ani v prodloužení gól nepadl, a tak přišly na řadu penalty. Až v 6. sérii penalt o vítězství Sparty rozhodl Martin Frýdek. Na začátku prosince Sparta zavítala do Uherského Hradiště. Sparta v divokém utkání, ve kterém dostala dvě červené karty (Kanga a Ćivić) a neproměnila dvě penalty (Kanga a Ristić) prohrála 1:2. Za červené karty dostali Kanga a Ćivić pokuty ve výši 50 % platu (tudíž Kanga 1 milion, Ćivić 125 000), Kanga dostal stopku na 2 zápasy, Ćivić na 1. Sparta nezvládla ani další utkání, doma prohrála s Teplicemi 0:1 a na vedoucí Slavii ztrácela propastných 15 bodů.
Den po výbuchu s Teplicemi Sparta oznámila novou posilu. Ze švédského Norrköpingu přišel útočník David Moberg Karlsson. Moberg Karlsson je prvním hráčem švédské národnosti ve Spartě. V posledním zápase kalendářního roku 2018 Sparta remizovala s Příbramí 1:1. Dne 17. prosince na pozici sportovního ředitele skončil Zdeněk Ščasný, který už bude pouze trenérem. Novým sportovním ředitelem se stal Tomáš Rosický. Druhou zimní posilou se 28. prosince stal Martin Hašek mladší z Bohemians.
Sparťanům začala zimní příprava 3. ledna. Po domluvě s Jabloncem se do přípravy zapojili David Lischka a Matěj Hanousek, se kterými Sparta dojednávala podmínky smlouvy. U Lischky se ale objevil problém, protože zdravotní prohlídka odhalila nespecifikované problémy se srdcem. V pondělí 14. ledna Spartu opustil kapitán Josef Šural, který přestoupil do tureckého Alanyasporu. Ve Spartě skončili také Mihailo Ristić, kterému vypršelo hostování z ruského Krasnodaru; Semih Kaya, který odešel na hostování do tureckého Galatasaraye, Bogdan Vătăjelu, který šel na hostování do Jablonce a Vukadin Vukadinović, který šel na hostování do tureckého druholigového Bolusporu. Ze Sparty po roce odešel i Nicolae Stanciu, který přestoupil do saúdskoarabského Al Ahli za 200 milionů korun. Po kapitánovi tak Spartu opustil i náhradní kapitán.
Jarní sezona začala pro Spartu 10. února doma proti Bohemians. Po odchodech Šurala a Stanciua nesl kapitánskou pásku Martin Frýdek. Ten v závěru utkání rozhodl, neproměnil sice penaltu, ale trefil se z následné dorážky. V dalším kole Sparta udolala Duklu 3:2. Dne 22. února se na Letnou po dvou letech, strávených v čínském Che-nan Ťien-jie a v americké Philadelphii, vrátil reprezentační kapitán Bořek Dočkal.
Po Dočkalově příchodu Sparta porazila Baník 3:2 a Liberec 1:0. Liberec mohl v závěru vyrovnat, penaltu Kozáka ale chytil Florin Niță. Ve 24. kole Sparta doma přivítala Viktorii Plzeň. Spartu poslal do vedení v 10. minutě Adam Hložek, který se tak stal nejmladším střelcem historie ligy. O další góly se postarali Kanga, Sáček, pro kterého se jednalo o první gól v rudém dresu a Pulkrab. Sparta deklasovala Plzeň 4:0. Utkání muselo být v 82. minutě přerušeno, fanoušci Plzně hodili pyrotechniku na tribunu sparťanských fanoušků, tři fanoušci byli zraněni. Policie byla nucena vyklidit hostující sektor a bylo zadrženo 23 fanoušků, z toho 2 pro trestný čin těžké ublížení na zdraví ve stadiu pokusu, za což jim hrozí až 10 let vězení. O týden později proti Olomouci Sparta prodloužila svoji jarní sérii výher na 6 zápasů. Vítězná série Sparty skončila ve 26. kole v Mladé Boleslavi, kde Sparta prohrála 1:2. Ve čtvrtfinále MOL Cupu Sparta hrála v Teplicích. Základní hrací doba skončila remízou 1:1, po prodloužení byl stav 2:2, takže následovaly penalty, které rozhodl Guélor Kanga. Sparta postoupila do semifinále, kde se utká se Slavií. Ve 27. kole Sparta porazila FC Fastav Zlín 2:0.
291. derby bylo naplánováno na 14. dubna na Eden. Po chybě Nițy měla Slavia ve 14. minutě kopat penaltu. Po konzultaci s videorozhodčím byla penalta odvolána. Ve 20. minutě po rohovém kopu otevřel skóre Souček. V závěru prvního poločasu dostal Kanga svoji dvanáctou žlutou kartu v sezoně, čímž vyrovnal sezonní ligové maximum. V 53. minutě srovnal skóre střelou z dálky Plavšić. Derby potřetí v řadě skončilo remízou, tentokrát 1:1.
Ve 29. kole na Letnou přijela o sestup bojující Karviná vedená Františkem Strakou. Karvinský útočník Wágner otevřel skóre už ve 4. minutě utkání, další přidal v 54. minutě. Další gól vstřelil Guba a v závěru se o korekci skóre postaral svým premiérovým gólem v rudém dresu Martin Hašek. Sparta senzačně prohrála s předposlední Karvinou 1:3.
292. derby bylo nalosováno pro semifinále MOL Cupu na 24. dubna opět na Eden. Jednalo se o druhé derby v rozmezí deseti dnů. Ve 25. minutě otevřel skóre Souček, který ve 45. minutě zvyšoval na 2:0 pro Slavii. V závěru poločasu vypukl mezi hráči konflikt, který vyústil v červenou kartu pro Frýdka. Po konzultaci s videem byla karta změněna pouze na žlutou. V 51. minutě zvýšil na konečných 3:0 Masopust. Bezmocná Sparta si nepřipsala střelu na bránu, Slavia na branku Sparty vystřelila jedenáctkrát. Utkání se stalo osudným trenéru Ščasnému, který byl po derby odvolán. Bylo oznámeno, že tým dočasně povede asistent Michal Horňák.
Po prohře se Slavií se Sparta dokázala opět zvednout a zajistit si 3. místo do nadstavby díky výhře na půdě Opavy 0:3. Sparta ukončila základní část s 57 body na třetím místě, se ztrátou 15 bodů na vedoucí Slavii.
V pondělí 29. dubna se Letná zahalila do smutečního. V noci z neděle na pondělí v turecké Alanyi zemřel Josef Šural. Šural za Spartu odehrál 80 zápasů, ve kterých vstřelil 25 gólů. V podzimní části sezony nastupoval jako kapitán. Šuralovi bylo věnováno první utkání nadstavby proti Baníku, které Sparta vyhrála 3:0.
Sparta si pojistila celkové třetí místo ve druhém kole nadstavby proti Liberci, který porazila 1:0 gólem Costy. Ve třetím kole nadstavby Sparta schytala debakl 0:4 od Plzně, což je nejtěžší porážka Sparty v samostatné české lize. V následujícím kole Sparta doma porazila Jablonec 2:0, utkání provázely protesty diváků proti vedení klubu.
293. derby, které bylo čtvrtým derby sezony a bylo zároveň posledním zápasem sezony, se odehrálo 26. května na Edenu. Už v 7. minutě skóroval opět Tomáš Souček, pro kterého to byl letošní pátý gól Spartě. Ve 21. minutě skóre z penalty srovnal Guélor Kanga, který se svým 12. gólem v sezoně stal nejlepším střelcem Sparty. V 50. minutě na 2:1 pro Slavii Alexandru Băluță. Sparta tak nedokázala v derby vyhrát poosmé v řadě.
AC Sparta Praha zakončila ročník na 3. místě v lize se ztrátou 17 bodů na mistrovskou Slavii; v poháru se dostala do semifinále; v Evropské lize vypadla už ve 2. předkole.

## Soupiska
| Číslo | Pozice | Nár.                | Hráč                  | Datum narození a věk       | AC Sparta Praha | AC Sparta Praha | AC Sparta Praha | AC Sparta Praha |
| Číslo | Pozice | Nár.                | Hráč                  | Datum narození a věk       | 2018/19         | 2018/19         | Celkem          | Celkem          |
| Číslo | Pozice | Nár.                | Hráč                  | Datum narození a věk       | Z               | G               | Z               | G               |
| ----- | ------ | ------------------- | --------------------- | -------------------------- | --------------- | --------------- | --------------- | --------------- |
| 1     | B      | Rumunsko            | Florin Niță           | 3. července 1987 (31 let)  | 28              | 0               | 42              | 0               |
| 2     | Z      | Česko               | Pavel Hájek           | 3. srpna 2001 (17 let)     | 1               | 0               | 1               | 0               |
| 3     | O      | Česko               | Dominik Plechatý      | 18. května 1999 (20 let)   | 5               | 0               | 5               | 0               |
| 4     | O      | Bosna a Hercegovina | Eldar Ćivić           | 28. května 1996 (23 let)   | 22              | 0               | 28              | 1               |
| 5     | O      | Srbsko              | Uroš Radaković        | 31. března 1994 (25 let)   | 30              | 2               | 30              | 2               |
| 6     | Z      | Česko               | Lukáš Vácha           | 13. května 1989 (30 let)   | 5               | 0               | 136             | 8               |
| 7     | Ú      | Švédsko             | David Moberg Karlsson | 20. března 1994 (25 let)   | 17              | 3               | 17              | 3               |
| 8     | Ú      | Česko               | Matěj Pulkrab         | 23. května 1997 (22 let)   | 18              | 4               | 42              | 11              |
| 9     | Z      | Gabon               | Guélor Kanga          | 1. září 1990 (28 let)      | 30              | 12              | 44              | 16              |
| 10    | Z      | Česko               | Bořek Dočkal          | 30. září 1988 (30 let)     | 3               | 0               | 149             | 32              |
| 11    | Ú      | Izrael              | Tal Ben Chaim         | 5. srpna 1989 (29 let)     | 2               | 0               | 24              | 0               |
| 14    | Ú      | Česko               | Václav Kadlec         | 20. května 1992 (27 let)   | 2               | 0               | 207             | 60              |
| 15    | O      | Česko               | Matěj Hanousek        | 2. června 1993 (25 let)    | 18              | 1               | 18              | 1               |
| 16    | Z      | Česko               | Michal Sáček          | 19. září 1996 (22 let)     | 27              | 1               | 73              | 1               |
| 17    | Z      | Česko               | Martin Frýdek         | 24. března 1992 (27 let)   | 38              | 2               | 117             | 7               |
| 18    | O      | Rumunsko            | Alexandru Chipciu     | 18. května 1989 (30 let)   | 31              | 1               | 31              | 1               |
| 19    | O      | Slovensko           | Lukáš Štetina         | 28. července 1991 (27 let) | 21              | 2               | 47              | 3               |
| 20    | Ú      | Česko               | Adam Hložek           | 25. července 2002 (16 let) | 23              | 4               | 23              | 4               |
| 21    | Z      | Česko               | Martin Hašek          | 3. října 1995 (23 let)     | 15              | 1               | 15              | 1               |
| 22    | Ú      | Srbsko              | Srđan Plavšić         | 3. prosince 1995 (23 let)  | 25              | 4               | 46              | 6               |
| 24    | Ú      | Česko               | Václav Drchal         | 25. července 1999 (19 let) | 12              | 4               | 15              | 5               |
| 26    | O      | Zimbabwe            | Costa                 | 6. ledna 1986 (33 let)     | 32              | 2               | 191             | 13              |
| 27    | O      | Česko               | Filip Panák           | 2. listopadu 1995 (23 let) | 0               | 0               | 0               | 0               |
| 28    | O      | Česko               | Ondřej Zahustel       | 18. června 1991 (27 let)   | 18              | 2               | 79              | 6               |
| 29    | B      | Česko               | Milan Heča            | 23. března 1991 (28 let)   | 13              | 0               | 13              | 0               |
| 30    | Ú      | Ghana               | Benjamin Tetteh       | 10. července 1997 (21 let) | 37              | 11              | 37              | 11              |
| 33    | Ú      | Austrálie           | Golgol Mebrahtu       | 28. srpna 1990 (28 let)    | 9               | 0               | 9               | 0               |
| 35    | B      | Česko               | David Bičík           | 4. června 1981 (37 let)    | 0               | 0               | 79              | 0               |
| 2     | O      | Turecko             | Semih Kaya            | 24. února 1991 (28 let)    | 12              | 0               | 21              | 0               |
| 7     | O      | Srbsko              | Mihailo Ristić        | 31. října 1995 (23 let)    | 2               | 0               | 4               | 0               |
| 8     | Z      | Srbsko              | Vukadin Vukadinović   | 14. prosince 1990 (28 let) | 11              | 1               | 11              | 1               |
| 10    | Z      | Rumunsko            | Nicolae Stanciu       | 7. května 1993 (26 let)    | 20              | 4               | 34              | 10              |
| 23    | Ú      | Česko               | Josef Šural           | 30. května 1990 (28 let)   | 18              | 5               | 80              | 25              |
| 27    | O      | Česko               | Tomáš Wiesner         | 17. července 1997 (21 let) | 7               | 0               | 8               | 0               |
| 88    | Z      | Rumunsko            | Bogdan Vătăjelu       | 24. dubna 1993 (26 let)    | 11              | 0               | 39              | 1               |

Zápasy – Liga, MOL Cup, Evropské poháry
Hráči, jejichž číslo je psáno kurzívou, odešli v zimním přestupovém okně

### Příchody

#### Letní přestupové okno
| Pozice | Nár.      | Hráč              | Datum narození a věk       | Předchozí tým        | Pozn.     |
| ------ | --------- | ----------------- | -------------------------- | -------------------- | --------- |
| B      | Česko     | Milan Heča        | 23. března 1991 (28 let)   | 1. FC Slovácko       | Přestup   |
| O      | Srbsko    | Uroš Radaković    | 31. března 1994 (25 let)   | SK Sigma Olomouc     | Přestup   |
| Z      | Rumunsko  | Alexandru Chipciu | 18. května 1989 (30 let)   | RSC Anderlecht       | Hostování |
| Ú      | Ghana     | Benjamin Tetteh   | 10. července 1997 (21 let) | Bohemians Praha 1905 | Přestup   |
| Ú      | Austrálie | Golgol Mebrahtu   | 28. srpna 1990 (28 let)    | FK Mladá Boleslav    | Přestup   |

#### Zimní přestupové okno
| Pozice | Nár.    | Hráč                  | Datum narození a věk       | Předchozí tým        | Pozn.   |
| ------ | ------- | --------------------- | -------------------------- | -------------------- | ------- |
| O      | Česko   | Matěj Hanousek        | 2. června 1993 (25 let)    | FK Jablonec          | Přestup |
| O      | Česko   | Filip Panák           | 2. listopadu 1995 (23 let) | MFK Karviná          | Přestup |
| Z      | Česko   | Martin Hašek          | 3. října 1995 (23 let)     | Bohemians Praha 1905 | Přestup |
| Z      | Česko   | Bořek Dočkal          | 30. září 1988 (30 let)     | Che-nan Ťien-jie     | Přestup |
| Ú      | Švédsko | David Moberg Karlsson | 20. března 1994 (25 let)   | IFK Norrköping       | Přestup |

### Odchody

#### Letní přestupové okno
| Pozice | Nár.                | Hráč                 | Datum narození a věk       | AC Sparta Praha | AC Sparta Praha | Nový tým             | Pozn.           |
| Pozice | Nár.                | Hráč                 | Datum narození a věk       | Z               | G               | Nový tým             | Pozn.           |
| ------ | ------------------- | -------------------- | -------------------------- | --------------- | --------------- | -------------------- | --------------- |
| B      | Slovensko           | Martin Dúbravka      | 15. ledna 1989 (30 let)    | 15              | 0               | Newcastle United FC  | Přestup         |
| B      | Česko               | Vojtěch Vorel        | 18. června 1996 (22 let)   | 0               | 0               | FK Senica            | Hostování       |
| O      | Česko               | David Hovorka        | 7. srpna 1993 (25 let)     | 20              | 1               | FK Jablonec          | Přestup         |
| O      | Česko               | Michal Kadlec        | 13. prosince 1984 (34 let) | 170             | 10              | 1. FC Slovácko       | Přestup         |
| Z      | Česko               | Jiří Kulhánek        | 5. března 1996 (23 let)    | 17              | 0               | FC Spartak Trnava    | Hostování       |
| Z      | Česko               | Daniel Holzer        | 18. srpna 1995 (23 let)    | 19              | 1               | FC Baník Ostrava     | Přestup         |
| Z      | Kamerun             | Georges Mandjeck     | 9. prosince 1988 (30 let)  | 13              | 0               | Maccabi Haifa        | Hostování       |
| Z      | Bosna a Hercegovina | Zinedin Mustedanagić | 1. srpna 1998 (20 let)     | 9               | 0               | MFK Ružomberok       | Hostování       |
| Ú      | Česko               | Lukáš Juliš          | 2. prosince 1994 (24 let)  | 79              | 13              | Bohemians Praha 1905 | Hostování       |
| Ú      | Francie             | Jonathan Biabiany    | 28. dubna 1988 (31 let)    | 16              | 0               | Inter Milán          | Konec hostování |
| Z      | Francie             | Rio Mavuba           | 8. března 1984 (35 let)    | 14              | 0               | —                    | konec kariéry   |
| Ú      | Česko               | David Lafata         | 18. září 1981 (37 let)     | 200             | 110             | —                    | konec kariéry   |

#### Zimní přestupové okno
| Pozice | Nár.      | Hráč                | Datum narození a věk       | AC Sparta Praha | AC Sparta Praha | Nový tým          | Pozn.             |
| Pozice | Nár.      | Hráč                | Datum narození a věk       | Z               | G               | Nový tým          | Pozn.             |
| ------ | --------- | ------------------- | -------------------------- | --------------- | --------------- | ----------------- | ----------------- |
| O      | Turecko   | Semih Kaya          | 24. února 1991 (28 let)    | 21              | 0               | Galatasaray SK    | Hostování         |
| O      | Srbsko    | Mihailo Ristić      | 31. října 1995 (23 let)    | 4               | 0               | FK Krasnodar      | Konec hostování   |
| O      | Česko     | Tomáš Wiesner       | 17. července 1997 (21 let) | 8               | 0               | FK Mladá Boleslav | Hostování         |
| Z      | Rumunsko  | Bogdan Vătăjelu     | 24. dubna 1993 (26 let)    | 39              | 1               | FK Jablonec       | Hostování         |
| Z      | Srbsko    | Vukadin Vukadinović | 14. prosince 1990 (28 let) | 11              | 1               | Boluspor          | Hostování         |
| Z      | Rumunsko  | Nicolae Stanciu     | 7. května 1993 (26 let)    | 34              | 10              | Al Ahli           | Přestup           |
| Ú      | Česko     | Josef Šural         | 30. května 1990 (28 let)   | 80              | 25              | Alanyaspor        | Přestup           |
| Ú      | Španělsko | Néstor Albiach      | 18. srpna 1992 (26 let)    | 13              | 0               | bez angažmá       | Rozvázání smlouvy |

## Liga

### Základní část
| 1 21. července 2018 | AC Sparta Praha                                                       | 2 : 0  | SFC Opava                                    | Letná, Praha                                                           |  |
| 19:00 | Guélor Kanga 32' Costa 38' Guélor Kanga 73' Jaroslav Svozil 82' (vl.) | [ 80 ] | 27' Joel Ngandu Kayamba 78' Jan Schaffarztik | Diváci: 12 186 Rozhodčí: Pavel Královec AR: Ivo Nádvorník, Kamil Hájek |  |
| Poznámky: ACS hráč utkání: Tal Ben Chaim AC Sparta Praha: Niță – Chipciu, Štetina, Costa, Frýdek – Ben Chaim (78. Vukadinović), Stanciu (C), Kulhánek, Kanga, Plavšić (72. Šural) – Pulkrab (57. Tetteh). Trenér Hapal SFC Opava: Šrom – Hrabina, Svozil, Simerský – Kuzmanović (C), Kayamba, Schaffartzik, Zavadil (82. Jurečka) – Zapalač – Juřena (78. Smola), Puškáč (73. Jursa). Trenér Skuhravý |                                                                       |        |                                              |                                                                        |  |

| 2 30. července 2018 | FK Jablonec                          | 1 : 2     | AC Sparta Praha | Stadion Střelnice, Jablonec nad Nisou                          |  |
| 18:00 | Lukáš Masopust 44' David Lischka 88' | sparta.cz | 12' Costa 28' Semih Kaya 53' Guélor Kanga 59' Martin Frýdek 68' Vukadin Vukadinović 80' Vukadin Vukadinović 84' Alexandru Chipciu 84' Guélor Kanga | Diváci: 5 952 Rozhodčí: Radek Příhoda AR: Jan Paták, Jiří Kříž |  |
| Poznámky: ACS hráč utkání: Florin Niță AC Sparta Praha: Niță – Chipciu, Radaković, Kaya, Costa – Ben Chaim (66. Vukadinović), Stanciu (C), Frýdek, Kanga (85. Kulhánek), Plavšić – Tetteh (90. Šural). Trenér Ščasný FK Jablonec: V. Hrubý – Mat. Hanousek, Lischka, Břečka, Holeš – Kubista (79. Ikaunieks) – Považanec (60. Chramosta), Trávník – Jovović, Doležal (C), Masopust (86. Acosta). Trenér Rada |                                      |           | |                                                                |  |

| 3 5. srpna 2018 | AC Sparta Praha                                                                                    | 1 : 0     | 1. FC Slovácko                              | Letná, Praha                                                    |  |
| 18:00 | Benjamin Tetteh 32' Benjamin Tetteh 45'+3' Uroš Radaković 55' Florin Niță 84' Srđan Plavšić 90'+4' | sparta.cz | 14' Stanislav Hofmann 88' Vlastimil Daníček | Diváci: 9 034 Rozhodčí: Zbyněk Proske AR: Radek Kotík, Petr Vít |  |
| Poznámky: ACS hráč utkání: Benjamin Tetteh AC Sparta Praha: Niță – Chipciu, Radaković, Kaya, Costa – Stanciu (90.+4. Kulhánek), Frýdek, Kanga (86. Sáček), Plavšić – Tetteh, Šural (C) (75. Vukadinović). Trenér Ščasný 1. FC Slovácko: Daněk – Reinberk, Krejčí, Hofmann, Juroška – Daníček (C) – Petr (71. Jak. Rezek), Havlík, Sadílek, Navrátil (46. Kalabiška) – Kuchta (18. Kubala). Trenér Kordula | |           |                                             |                                                                 |  |

| 4 12. srpna 2018 | FK Teplice                           | 0 : 4     | AC Sparta Praha | Stadion Na Stínadlech, Teplice                                         |  |
| 18:00 | Admir Ljevaković 26' Jan Krob 45'+1' | sparta.cz | 2' Josef Šural 17' Josef Šural 29' Martin Frýdek 34' Guélor Kanga 39' Nicolae Stanciu 48' Nicolae Stanciu 79' Alexandru Chipciu | Diváci: 15 131 Rozhodčí: Karel Hrubeš AR: Dušan Pospíšil, Zdeněk Koval |  |
| Poznámky: ACS hráč utkání: Nicolae Stanciu AC Sparta Praha: Niță – Chipciu, Radaković, Kaya, Costa – Stanciu, Frýdek (83. Vácha), Kanga, Plavšić (69. Vătăjelu) – Tetteh (78. Sáček), Šural (C). Trenér Ščasný FK Teplice: Diviš – Krob, Král, Jeřábek, Vondrášek – Kučera, Ljevaković (C) (75. Shejbal) – Žitný (88. Červenka), Hora, Hyčka (84. Trubač) – Vaněček. Trenér Šmejkal |                                      |           | |                                                                        |  |

| 5 19. srpna 2018 | AC Sparta Praha                               | 2 : 2     | 1. FK Příbram | Letná, Praha                                                          |  |
| 18:00 | Guélor Kanga 38' (pen.) Alexandru Chipciu 69' | sparta.cz | 6' Miroslav Slepička 30' Roman Květ 42' Jaroslav Tregler 86' Emmanuel Antwi 89' Rudolf Skácel 90'+3' Milan Švenger | Diváci: 11 978 Rozhodčí: Pavel Franěk AR: Jiří Moláček, Pavel Vlasjuk |  |
| Poznámky: AC Sparta Praha: Niță – Chipciu, Radaković, Kaya (66. Vătăjelu), Costa (83. Štetina) – Stanciu, Frýdek, Kanga, Plavšić – Tetteh, Šural (C). Trenér Ščasný 1. FK Příbram: Švenger – Skácel (C), Tregler, Nitrianský, Nový – Jan Rezek (44. Soldát), Kilián, Matoušek, Květ, Fantiš (57. Antwi) – Slepička (46. Hlúpik). Trenér Csaplár |                                               |           | |                                                                       |  |

| 6 24. srpna 2018 | Bohemians Praha 1905                                     | 1 : 1     | AC Sparta Praha                                                       | Ďolíček, Praha                                                     |  |
| 18:30 | Jakub Nečas 49' Abdalláh Júsuf Hilál 69' Jan Záviška 87' | sparta.cz | 61' Josef Šural 71' Bogdan Vătăjelu 75' Srđan Plavšić 85' Josef Šural | Diváci: 4 931 Rozhodčí: Ondřej Berka AR: Jan Paták, Tomáš Mokrusch |  |
| Poznámky: AC Sparta Praha: Niță – Chipciu, Radaković, Kaya, Vătăjelu (81. Vukadinović) – Stanciu (46. Sáček), Frýdek, Kanga, Plavšić – Tetteh (88. Pulkrab), Šural (C). Trenér Ščasný Bohemians Praha 1905: Valeš – Bartek, Šmíd, Bederka (67. M. Hašek ml.), M. Dostál – Vaníček, F. Hašek, Krch (C), Reiter (76. Záviška) – Mašek (37. Nečas), Júsuf. Trenér M. Hašek st. |                                                          |           |                                                                       |                                                                    |  |

| 7 31. srpna 2018 | AC Sparta Praha                                          | 2 : 0     | FK Dukla Praha                                                                                 | Letná, Praha                                                                   |  |
| 18:30 | Benjamin Tetteh 45'+1' Guélor Kanga 82' Guélor Kanga 82' | sparta.cz | 40' Marek Hanousek 56' Daniel Tetour 61' Patrik Brandner 74' Martin Chlumecký 89' Jakub Podaný | Diváci: 9 824 Rozhodčí: Ondřej Pechanec AR: Jakub Hrabovský, Zdeněk Dobrovolný |  |
| Poznámky: ACS hráč utkání: Nicolae Stanciu AC Sparta Praha: Niță – Chipciu, Radaković, Kaya, Vătăjelu – Stanciu, Frýdek, Kanga, Plavšić (70. Vácha) – Tetteh (57. Vukadinović), Šural (C) (78. Pulkrab). Trenér Ščasný FK Dukla Praha: Rada – Preisler, Bezpalec, Chlumecký, Milošević – Bílovský (82. Djuranović), Mar. Hanousek (C), Tetour – Douděra (66. Lu. Holík), Schranz, Brandner (75. Podaný). Trenér Drsek |                                                          |           |                                                                                                |                                                                                |  |

| 8 17. září 2018 | FC Baník Ostrava                                                    | 0 : 1     | AC Sparta Praha | Městský stadion v Ostravě-Vítkovicích, Ostrava                         |  |
| 18:00 | Dame Diop 30' Martin Fillo 41' Lukáš Pazdera 58' Ondřej Šašinka 90' | sparta.cz | 31' Josef Šural 41' Benjamin Tetteh 45'+3' Martin Frýdek 77' Benjamin Tetteh 90' Florin Niță 90'+2' Lukáš Vácha (Mimo hřiště) 90'+7' Vukadin Vukadinović | Diváci: 14 212 Rozhodčí: Pavel Královec AR: Kamil Hájek, Milan Flimmel |  |
| Poznámky: ACS hráč utkání: Martin Frýdek AC Sparta Praha: Niță – Chipciu, Radaković, Kaya, Costa – Sáček (73. Vukadinović), Stanciu, Frýdek, Plavšić (81. Ćivić) – Tetteh (86. Mebrahtu), Šural (C). Trenér Ščasný FC Baník Ostrava: Laštůvka – Fleišman, Stronati, Šindelář, Pazdera – Holzer, R. Hrubý, Jánoš (81. Šašinka), Fillo (88. Granečný) – Diop, Baroš (C) (78. J. Šašinka). Trenér Páník |                                                                     |           | |                                                                        |  |

| 9 22. září 2018 | AC Sparta Praha                                                                                    | 4 : 1     | FC Slovan Liberec                                                                               | Letná, Praha                                                           |  |
| 19:00 | Nicolae Stanciu 17' Benjamin Tetteh 27' Benjamin Tetteh 34' Uroš Radaković 88' Nicolae Stanciu 90' | sparta.cz | 19' Roman Potočný 55' Damjan Vuklišević 55' Radim Breite 71' Martin Koscelnik 89' Roman Potočný | Diváci: 11 867 Rozhodčí: Petr Ardeleánu AR: Michal Myška, Petr Caletka |  |
| Poznámky: ACS hráč utkání: Nicolae Stanciu AC Sparta Praha: Niță – Chipciu, Radaković, Kaya, Costa – Stanciu, Frýdek, Kanga (68. Sáček), Plavšić (58. Ćivić) – Tetteh (75. Mebrahtu), Šural (C). Trenér Ščasný FC Slovan Liberec: Hladký – Kačaraba (46. Sukisa), Kerbr, Vuklišević – Hybš, Ševčík, Breite, Mikula – Potočný, Oršula (78. Malinský), Aarons (61. Koscelník). Trenér Hornyák | |           |                                                                                                 |                                                                        |  |

| 10 28. září 2018 | FC Viktoria Plzeň                                                                    | 1 : 0     | AC Sparta Praha | Doosan Arena, Plzeň                                                    |  |
| 19:00 | David Limberský 15' Patrik Hrošovský 30' Milan Petržela 55' Uroš Radaković 76' (vl.) | sparta.cz | 15' Benjamin Tetteh 40' Josef Šural 60' Guélor Kanga 89' Semih Kaya (Mimo hřiště) 90'+1' Lukáš Vácha 90'+4' Costa 90'+9' Nicolae Stanciu | Diváci: 11 489 Rozhodčí: Pavel Julínek AR: Marek Podaný, Jaroslav Kubr |  |
| Poznámky: AC Sparta Praha: Niță – Radaković, Kaya (88. Mebrahtu), Costa – Chipciu, Kanga, Frýdek (58. Vácha), Stanciu, Plavšić (84. Pulkrab) – Tetteh, Šural (C). Trenér Ščasný FC Viktoria Plzeň: Kozáčik – Limberský, Hubník (C), Hejda, Řezník – Hrošovský, R. Procházka (90. Pernica) – Kovařík, Hořava, Kopic (55. Petržela) – Krmenčík (86. Řezníček). Trenér Vrba |                                                                                      |           | |                                                                        |  |

| 11 6. října 2018 | SK Sigma Olomouc                                         | 1 : 0     | AC Sparta Praha                                         | Andrův stadion, Olomouc                                           |  |
| 19:00 | Martin Nešpor 35' David Houska 66' Tomáš Zahradníček 66' | sparta.cz | 66' Bogdan Vătăjelu 68' Josef Šural 90'+3' Guélor Kanga | Diváci: 7 259 Rozhodčí: Pavel Franěk AR: Jan Paták, Pavel Vlasjuk |  |
| Poznámky: AC Sparta Praha: Niță – Chipciu, Radaković, Kaya, Costa – Sáček (46. Vătăjelu), Kanga, Frýdek, Plavšić (76. Mebrahtu) – Tetteh (59. Pulkrab), Šural (C). Trenér Ščasný SK Sigma Olomouc: M. Buchta – Vepřek (C), Jemelka, Štěrba, Sladký – Kalvach – Falta, Plšek (89. Polom), Houska, Zahradníček (73. Pilař) – Nešpor (68. Yunis). Trenér Jílek |                                                          |           |                                                         |                                                                   |  |

| 12 22. října 2018 | AC Sparta Praha | 4 : 1     | FK Mladá Boleslav                      | Letná, Praha                                                    |  |
| 18:00 | Matěj Pulkrab 19' Benjamin Tetteh 20' Benjamin Tetteh 38' Guélor Kanga 64' (pen.) Eldar Ćivić 72' Guélor Kanga 87' | sparta.cz | 59' Nikolaj Komličenko 84' Lukáš Hůlka | Diváci: 9 147 Rozhodčí: Pavel Orel AR: Petr Blažej, Matěj Vlček |  |
| Poznámky: ACS hráč utkání: Guélor Kanga Sestava: Niță – Chipciu (87. Wiesner), Radaković, Costa, Ćivić – Stanciu (C), Kanga, Frýdek, Vătăjelu (64. Vukadinović) – Pulkrab, Tetteh (68. Mebrahtu). Trenér Ščasný FK Mladá Boleslav: Šeda – Keresteš (46. Hubínek), Chaluš, Hůlka (C), Pauschek – Mareš, Takács – Konaté (46. Kateřiňák), Ladra, Přikryl – Komličenko (71. Novák). Trenér Weber | |           |                                        |                                                                 |  |

| 13 27. října 2018 | FC Fastav Zlín                          | 1 : 0     | AC Sparta Praha                           | Letná, Zlín                                                         |  |
| 17:00 | Pablo Podio 61' Jean-David Beauguel 84' | sparta.cz | 45' Alexandru Chipciu 67' Nicolae Stanciu | Diváci: 5 147 Rozhodčí: Zbyněk Proske AR: Radek Kotík, Petr Caletka |  |
| Poznámky: AC Sparta Praha: Niță – Costa, Radaković, Štetina, Chipciu – Ćivić (80. Vătăjelu), Stanciu, Frýdek, Mebrahtu – Pulkrab (61. Tetteh), Šural (C) (67. Sáček). Trenér Ščasný FC Fastav Zlín: S. Dostál – Gajić, Hnaníček, Bačo – Bartošák, Jiráček (C), Li. Holík (81. Lu. Holík), Podio, Matejov – Jakubov (46. Vyhnal, 90.+3. Hronek), Beauguel. Trenér Bílek |                                         |           |                                           |                                                                     |  |

| 14 4. listopadu 2018 | AC Sparta Praha                                                                                          | 2 : 2     | SK Slavia Praha | Letná, Praha                                                            |  |
| 17:00 | Guélor Kanga 17' Uroš Radaković 31' Alexandru Chipciu 40' Benjamin Tetteh 42' Guélor Kanga 45'+2' (pen.) | sparta.cz | 7' Michael Ngadeu-Ngadjui 36' Ondřej Kúdela 45' Ondřej Kúdela 45'+1' Ibrahim Traoré 48' Tomáš Souček 70' Tomáš Souček 84' Peter Olayinka | Diváci: 17 398 Rozhodčí: Petr Ardeleánu AR: Ivo Nádvorník, Jiří Moláček |  |
| Poznámky: 290. derby AC Sparta Praha: Niță – Ćivić, Štetina, Radaković, Chipciu – Plavšić, Kanga, Frýdek, Stanciu (C) – Pulkrab (52. Šural), Tetteh (64. Mebrahtu). Trenér Ščasný SK Slavia Praha: Kolář – Bořil, Ngadeu-Ngadjui, Kúdela (52. Deli), Coufal – Hušbauer (C) (62. Sýkora), T. Souček – Zmrhal, Traoré (46. Băluță), Stoch – Olayinka. Trenér Trpišovský | |           | |                                                                         |  |

| 15 10. listopadu 2018 | MFK Karviná                                                                  | 1 : 3     | AC Sparta Praha | Městský stadion, Karviná                                                |  |
| 14:00 | Lukáš Budínský 34' (pen.) Lukáš Budínský 45' Vojtěch Smrž 57' Ján Krivak 81' | sparta.cz | 45'+1' Matěj Pulkrab 51' Uroš Radaković 55' Eldar Ćivić 71' Nicolae Stanciu 76' Srđan Plavšić 86' (pen.) Srđan Plavšić | Diváci: 4 260 Rozhodčí: Pavel Julínek AR: Marek Podaný, Jakub Hrabovský |  |
| Poznámky: ACS hráč utkání: Uroš Radaković AC Sparta Praha: Niță – Ćivić (79. Costa), Štetina, Radaković, Sáček – Vătăjelu (56. Vukadinović), Stanciu (C), Frýdek, Plavšić – Tetteh, Pulkrab (89. Hložek). Trenér Ščasný MFK Karviná: Berkovec – Moravec, Janečka (C), Krivak, Čolić (84. Wágner) – Budínský, Smrž – Letić, Lingr (80. Galuška), Ba Loua – Guba (73. Ramirez). Trenér Nádvorník |                                                                              |           | |                                                                         |  |

| Poř. | Tým               | Z  | V  | R | P | VG | OG | B  |
| ---- | ----------------- | -- | -- | - | - | -- | -- | -- |
| 1.   | SK Slavia Praha   | 15 | 12 | 1 | 2 | 37 | 11 | 37 |
| 2.   | FC Viktoria Plzeň | 15 | 11 | 2 | 2 | 22 | 13 | 35 |
| 3.   | AC Sparta Praha   | 15 | 9  | 3 | 3 | 28 | 12 | 30 |
| 4.   | FK Jablonec       | 15 | 9  | 2 | 4 | 33 | 14 | 29 |
| 5.   | FC Baník Ostrava  | 15 | 8  | 3 | 4 | 21 | 12 | 27 |

| 16 25. listopadu 2018 | AC Sparta Praha                                       | 0 : 0     | FK Jablonec                          | Letná, Praha                                                           |  |
| 17:00 | Martin Frýdek 42' Nicolae Stanciu 69' Eldar Ćivić 78' | sparta.cz | 45' Eduard Sobol 84' Tomáš Hübschman | Diváci: 11 614 Rozhodčí: Pavel Královec AR: Ivo Nádvorník, Kamil Hájek |  |
| Poznámky: AC Sparta Praha: Niță – Ćivić, Costa, Radaković, Wiesner (78. Vukadinović) – Plavšić (62. Vătăjelu), Frýdek, Stanciu (C), Chipciu – Tetteh, Pulkrab (76. Šural). Trenér Ščasný FK Jablonec: V. Hrubý – Mat. Hanousek, Lischka, Břečka, Holeš – Hübschman (C) – Sobol (83. Chramosta), Považanec, Trávník, Jovović (46. Kratochvíl, 63. Kubista) – Doležal. Trenér Rada |                                                       |           |                                      |                                                                        |  |

| 17 1. prosince 2018 | 1. FC Slovácko | 2 : 1     | AC Sparta Praha | MFS Miroslava Valenty, Uherské Hradiště                                |  |
| 17:00 | Jan Juroška 51' Jan Kalabiška 62' Dominik Janošek 67' Stanislav Hofmann 80' Tomáš Zajíc 84' Marek Havlík 85' Marek Havlík 90'+3' (pen.) | sparta.cz | 23' Guélor Kanga 61' Matěj Pulkrab 78' Guélor Kanga 87' Martin Frýdek 87' Nicolae Stanciu 90' Eldar Ćivić 90'+7' Mihailo Ristić | Diváci: 5 124 Rozhodčí: Radek Příhoda AR: Milan Flimmel, Jaroslav Kubr |  |
| Poznámky: AC Sparta Praha: Heča – Ćivić, Costa, Radaković, Chipciu – Plavšić (90.+3. Ristić), Frýdek, Kanga, Stanciu (C) – Tetteh, Pulkrab (79. Wiesner). Trenér Ščasný 1. FC Slovácko: Trmal – Divíšek, Krejčí, Hofmann, Juroška – Kalabiška, Daníček (C) (72. Kuchta), Havlík, Janošek, Navrátil (79. Petr) – Zajíc. Trenér Svědík | |           | |                                                                        |  |

| 18 9. prosince 2018 | AC Sparta Praha                       | 0 : 1     | FK Teplice                                                                               | Letná, Praha                                                       |  |
| 17:00 | Srđan Plavšić 23' Nicolae Stanciu 70' | sparta.cz | 16' Michal Jeřábek 45' Tomáš Kučera 61' Tomáš Vondrášek 62' Alois Hyčka 83' Pavel Moulis | Diváci: 6 420 Rozhodčí: Karel Hrubeš AR: Jiří Moláček, Matěj Vlček |  |
| Poznámky: AC Sparta Praha: Heča – Costa, Štetina, Radaković, Wiesner (46. Vácha) – Plavšić, Stanciu (C), Sáček (79. Šural), Chipciu – Tetteh, Pulkrab (73. Hložek). Trenér Ščasný FK Teplice: Grigar – Krob, Král, Jeřábek, Vondrášek – Kučera, Ljevaković (C) – Hyčka (69. Moulis), Trubač (76. Žitný), Hora – Jindráček (87. Hošek). Trenér Hejkal |                                       |           |                                                                                          |                                                                    |  |

| 19 15. prosince 2018 | 1. FK Příbram                                                          | 1 : 1     | AC Sparta Praha                                 | Na Litavce, Příbram                                           |  |
| 17:00 | Karel Soldát 29' Radek Voltr 34' Jan Rezek 45'+5' Ibrahim Keita 45'+9' | sparta.cz | 30' Benjamin Tetteh 65' Martin Frýdek 78' Costa | Diváci: 4 182 Rozhodčí: Jan Jílek AR: Jan Paták, Petr Caletka |  |
| Poznámky: AC Sparta Praha: Heča – Costa, Štetina, Radaković, Wiesner (78. Zahustel) – Vukadinović (83. Hložek), Frýdek (C), Sáček, Chipciu – Tetteh (62. Drchal), Pulkrab. Trenér Ščasný 1. FK Příbram: Kočí – Antwi, Kodr, Tregler, Nový – Jan Rezek, Soldát, Keita, Mingazov (90.+1. Průcha) – Voltr, Fantiš (C) (86. Nitrianský). Trenér Csaplár |                                                                        |           |                                                 |                                                               |  |

| 20 10. února 2019 | AC Sparta Praha                                                | 1 : 0     | Bohemians Praha 1905                                                         | Letná, Praha                                                         |  |
| 17:00 | Dominik Plechatý 70' Martin Frýdek 90'+2' Martin Frýdek 90'+2' | sparta.cz | 39' Kamil Vacek 67' Vladislav Levin 83' Vladislav Levin 90'+1' Martin Dostál | Diváci: 11 625 Rozhodčí: Zbyněk Proske AR: Radek Kotík, Petr Caletka |  |
| Poznámky: ACS hráč utkání: Dominik Plechatý AC Sparta Praha: Niță – Hanousek, Plechatý, Štetina, Zahustel – Chipciu, Sáček, Kanga (65. Kadlec), Frýdek (C), Hložek (78. M. Hašek ml.) – Tetteh (68. Pulkrab). Trenér Ščasný Bohemians Praha 1905: Fryšták – Bartek, Krch (C), Hůlka, M. Dostál – F. Hašek, Vacek (80. Jindřišek), Levin, Záviška (59. Reiter) – Vaníček, Koubek (83. Nečas). Trenér M. Hašek st. |                                                                |           |                                                                              |                                                                      |  |

| 21 18. února 2019 | FK Dukla Praha | 2 : 3     | AC Sparta Praha                                                                 | Na Julisce, Praha                                                        |  |
| 18:00 | Branislav Milošević 3' Dominik Plechatý 56' (vl.) Róbert Kovaľ 58' Daniel Kozma 63' Ivan Ostojić 77' Pablo Gonzalez 79' | sparta.cz | 12' Guélor Kanga 64' Ondřej Zahustel 81' Benjamin Tetteh 90'+2' Ondřej Zahustel | Diváci: 6 122 Rozhodčí: Pavel Královec AR: Ivo Nádvorník, Tomáš Mokrusch |  |
| Poznámky: ACS hráč utkání: David Moberg Karlsson AC Sparta Praha: Niță – Hanousek, Costa, Plechatý, Zahustel – Frýdek (C), Sáček – Chipciu (57. Hložek), Kanga (60. M. Hašek), Karlsson (74. Ćivić) – Tetteh. Trenér Ščasný FK Dukla Praha: Rada – Milošević (C), Raspopović, Kozma, Ostojić – D. Souček, Kovaľ (71. Holenda), Krunert – Podaný, Gonzalez (84. Lu. Holík), Tetour (87. Djuranović). Trenér Skuhravý | |           |                                                                                 |                                                                          |  |

| 22 25. února 2019 | AC Sparta Praha | 3 : 2     | FC Baník Ostrava | Letná, Praha                                                           |  |
| 17:00 | Lukáš Štetina 33' Lukáš Štetina 39' David Moberg Karlsson 45'+1' David Moberg Karlsson 57' Lukáš Štetina 61' Václav Drchal 77' | sparta.cz | 29' Dame Diop 36' Milan Baroš 45'+1' Martin Fillo 45'+2' Jiří Fleišman 50' Dame Diop 68' Adam Jánoš 90'+3' Nemanja Kuzmanović | Diváci: 15 225 Rozhodčí: Jiří Houdek AR: Jakub Hrabovský, Petr Caletka |  |
| Poznámky: ACS hráč utkání: David Moberg Karlsson AC Sparta Praha: Niță – Hanousek, Costa, Štetina, Zahustel – Hložek (80. M. Hašek), Sáček, Dočkal (C), Frýdek, Karlsson (64. Radaković) – Tetteh (71. Drchal). Trenér Ščasný FC Baník Ostrava: Laštůvka – Fleišman, Stronati, V. Procházka, Pazdera – Holzer, R. Hrubý, Jánoš (71. Jirásek), Fillo (80. Šašinka) – Diop (58. Kuzmanović), Baroš (C). Trenér Páník | |           | |                                                                        |  |

| 23 2. března 2019 | FC Slovan Liberec                                    | 0 : 1     | AC Sparta Praha                                          | Stadion U Nisy, Liberec                                              |  |
| 17:00 | Libor Kozák 33' Roman Potočný 45'+1' Libor Kozák 80' | sparta.cz | 30' Michal Sáček 33' Costa 56' Costa 80' Ondřej Zahustel | Diváci: 9 546 Rozhodčí: Pavel Franěk AR: Pavel Vlasjuk, Miloš Vitner |  |
| Poznámky: ACS hráč utkání: Florin Niță AC Sparta Praha: Niță – Hanousek, Costa, Plechatý, Zahustel – Karlsson (65. Ćivić), Sáček, Dočkal (C) (90. M. Hašek), Frýdek, Hložek – Drchal (71. Tetteh). Trenér Ščasný FC Slovan Liberec: Nguyen – Hybš, Karafiát, Kačaraba (40. Koscelník), Mikula – Dorley, Breite (C) (70. Musa) – Pešek, Sýkora (60. Nešický), Potočný – Kozák. Trenér Hornyák |                                                      |           |                                                          |                                                                      |  |

| 24 9. března 2019 | AC Sparta Praha | 4 : 0     | FC Viktoria Plzeň                                  | Letná, Praha                                                                   |  |
| 17:30 | Adam Hložek 10' Guélor Kanga 17' Guélor Kanga 29' (pen.) Michal Sáček 68' Václav Kadlec 90'+8' Matěj Pulkrab 90'+10' | sparta.cz | 50' Jan Kovařík 73' Tomáš Chorý 90'+3' Jan Kovařík | Diváci: 16 110 Rozhodčí: Ondřej Pechanec AR: Dušan Pospíšil, Zdeněk Dobrovolný |  |
| Poznámky: AC Sparta Praha: Niță – Hanousek, Costa, Štetina, Chipciu – Frýdek, Sáček – Hložek (81. Karlsson), Kanga (90.+4. Kadlec), Dočkal (C) – Tetteh (69. Pulkrab). Trenér Ščasný FC Viktoria Plzeň: Hruška – Limberský, Pernica, Hubník (C), Řezník (13. Havel) – Hrošovský, R. Procházka – Kovařík, Pačinda, Kayamba (59. Hořava) – Chorý (73. Beauguel). Trenér Vrba | |           |                                                    |                                                                                |  |

| 25 16. března 2019 | AC Sparta Praha                                                                                                   | 2 : 1     | SK Sigma Olomouc | Letná, Praha                                                             |  |
| 17:30 | Martin Frýdek 26' Costa 27' Guélor Kanga 71' (pen.) Lukáš Štetina 76' Guélor Kanga 77' (pen.) Guélor Kanga 90'+3' | sparta.cz | 15' David Houska 20' Martin Sladký 45' Šimon Falta 70' Vít Beneš 76' Martin Nešpor 79' Jakub Plšek 81' Martin Nešpor | Diváci: 11 307 Rozhodčí: Petr Ardeleánu AR: Jiří Moláček, Miroslav Fišer |  |
| Poznámky: ACS hráč utkání: Guélor Kanga AC Sparta Praha: Niță – Hanousek, Costa, Štetina, Chipciu – Frýdek (C), Sáček (59. M. Hašek) – Hložek, Kanga, Karlsson (81. Zahustel) – Tetteh (87. Pulkrab). Trenér Ščasný SK Sigma Olomouc: M. Buchta – Vepřek (C), Jemelka, Beneš, Sladký (85. Yunis) – Falta (87. Lalkovič), Plšek (85. Dvořák), Kalvach, Houska, Zahradníček – Nešpor. Trenér Jílek | |           | |                                                                          |  |

| 26 30. března 2019 | FK Mladá Boleslav | 2 : 1     | AC Sparta Praha                           | Městský stadion, Mladá Boleslav                                    |  |
| 15:00 | Marco Tulio De Paula Medeiros 45' Marek Matějovský 45'+2' Pavel Bucha 47' Nikolaj Komličenko 50' Nikolaj Komličenko 53' Laco Takács 59' Tomáš Hájek 78' Marek Matějovský 81' Jan Šeda 90'+3' | sparta.cz | 12' Martin Frýdek 73' (pen.) Guélor Kanga | Diváci: 5 000 Rozhodčí: Marek Nenadál AR: Petr Caletka, Adam Horák |  |
| Poznámky: AC Sparta Praha: Niță – Hanousek, Costa, Štetina, Zahustel – Karlsson (56. Hložek), M. Hašek, Kanga (87. Ćivić), Frýdek (C), Sáček – Tetteh (76. Drchal). Trenér Ščasný FK Mladá Boleslav: Šeda – Marco Túlio, Jugas, Hájek, Hubínek – Fulnek, Tataev, Matějovský (C) (90.+4. Mašek), Takács, Bucha (85. Mareš) – Komličenko (89. Klíma). Trenér Weber | |           |                                           |                                                                    |  |

| 27 8. dubna 2019 | AC Sparta Praha                                      | 2 : 0     | FC Fastav Zlín                               | Letná, Praha                                                               |  |
| 18:00 | Guélor Kanga 58' Adam Hložek 67' Benjamin Tetteh 70' | sparta.cz | 37' Vachtang Čanturišvili 65' Josef Hnaníček | Diváci: 9 325 Rozhodčí: Miroslav Zelinka AR: Jakub Hrabovský, Michal Novák |  |
| Poznámky: AC Sparta Praha: Niță – Hanousek, Costa (C), Štetina, Zahustel – Karlsson (88. Ćivić), M. Hašek (57. Plavšić), Sáček, Hložek – Kanga – Drchal (62. Tetteh). Trenér Ščasný FC Fastav Zlín: Rakovan – Bartošák, Gajić, P. Buchta, Matejov (80. Džafić) – Hnaníček (88. Jakubov) – Čanturišvili, Hlinka, Jiráček, Li. Holík – Železník (C) (72. Vyhnal). Trenér Pivarník |                                                      |           |                                              |                                                                            |  |

| 28 14. dubna 2019 | SK Slavia Praha                                                               | 1 : 1     | AC Sparta Praha                                                            | Eden, Praha                                                          |  |
| 18:00 | Michal Frydrych 11' Josef Hušbauer 14' Tomáš Souček 20' Lukáš Masopust 45'+6' | sparta.cz | 42' Lukáš Štetina 45'+8' Guélor Kanga 53' Srđan Plavšić 90'+4' Florin Niță | Diváci: 19 370 Rozhodčí: Karel Hrubeš AR: Jiří Moláček, Petr Caletka |  |
| Poznámky: 291. derby AC Sparta Praha: Niță – Hanousek, Costa (C), Štetina, Zahustel – Frýdek, Sáček (77. Ćivić) – Hložek, Kanga, Plavšić (90.+3. Karlsson) – Tetteh (61. Drchal). Trenér Ščasný SK Slavia Praha: Kolář – Bořil, Deli, Ngadeu-Ngadjui, Frydrych (79. van Buren) – Král, T. Souček – Zmrhal (73. Stoch), Hušbauer, Masopust – Škoda (C). Trenér Trpišovský |                                                                               |           |                                                                            |                                                                      |  |

| 29 21. dubna 2019 | AC Sparta Praha                   | 1 : 3     | MFK Karviná                                     | Letná, Praha                                                             |  |
| 17:00 | Michal Sáček 67' Martin Hašek 89' | sparta.cz | 4' Tomáš Wágner 25' David Guba 54' Tomáš Wágner | Diváci: 10 425 Rozhodčí: Emanuel Marek AR: Matěj Vlček, Jaroslav Poživil |  |
| Poznámky: AC Sparta Praha: Niță – Hanousek, Costa (C), Radaković, Chipciu – Ćivić (63. Zahustel), Frýdek (58. M. Hašek), Sáček, Hložek, Karlsson – Drchal. Trenér Ščasný MFK Karviná: Pastornický – Záhumenský, Rundić, Čolić, Krivák – Budínský, Smrž – Guba (65. Letić), Lingr (86. Bukata), Ba Loua (90. Moravec) – Wágner (C). Trenér Straka |                                   |           |                                                 |                                                                          |  |

| 30 27. dubna 2019 | SFC Opava                        | 0 : 3     | AC Sparta Praha | Městský stadion, Opava                                             |  |
| 17:00 | Petr Zapalač 11' Tomáš Smola 42' | sparta.cz | 17' Lukáš Štetina 25' Matěj Hanousek 42' Martin Frýdek 52' Martin Hašek 61' David Moberg Karlsson 70' Michal Sáček 86' Václav Drchal 88' Václav Drchal | Diváci: 5 188 Rozhodčí: Jiří Houdek AR: Jakub Hrabovský, Jiří Kříž |  |
| Poznámky: AC Sparta Praha: Heča – Hanousek, Štetina, Radaković, Zahustel – Karlsson (82. Ćivić), M. Hašek, Frýdek (C), Sáček, Hložek – Drchal (90. Hájek). Trenér Horňák SFC Opava: Šrom – Žídek (C), Svozil, Simerský, Hrabina (80. Juřena) – Zapalač, Jursa, Jurečka, Zavadil (62. Bernadina), Stáňa (3. Schaffartzik) – Smola. Trenér Kopecký |                                  |           | |                                                                    |  |

#### Tabulka po základní části
| Poř. | Tým               | Z  | V  | R | P  | VG | OG | B  |
| ---- | ----------------- | -- | -- | - | -- | -- | -- | -- |
| 1.   | SK Slavia Praha   | 30 | 23 | 3 | 4  | 72 | 23 | 72 |
| 2.   | FC Viktoria Plzeň | 30 | 21 | 5 | 4  | 47 | 27 | 68 |
| 3.   | AC Sparta Praha   | 30 | 17 | 6 | 7  | 52 | 27 | 57 |
| 4.   | FK Jablonec       | 30 | 15 | 6 | 9  | 53 | 26 | 51 |
| 5.   | FC Baník Ostrava  | 30 | 13 | 6 | 11 | 38 | 36 | 45 |

|  | Postup do nadstavbové skupiny o titul |

### Nadstavba
Skupina o titul
| 1 4. května 2019 | AC Sparta Praha | 3 : 0     | FC Baník Ostrava     | Letná, Praha                                                           |  |
| 17:30 | Václav Drchal 29' Costa 34' Michal Sáček 41' David Moberg Karlsson 51' (pen.) Ondřej Zahustel 77' Adam Hložek 90'+5' | sparta.cz | 85' Václav Procházka | Diváci: 11 423 Rozhodčí: Pavel Královec AR: Ivo Nádvorník, Kamil Hájek |  |
| Poznámky: AC Sparta Praha: Heča – Hanousek, Costa, Radaković, Zahustel – Hložek, Hašek (83. Kanga), Frýdek (C), Sáček, Karlsson (74. Ćivić) – Drchal (89. Chipciu). Trenér Horňák FC Baník Ostrava: Laštůvka – Fleišman (C), Stronati, V. Procházka, Pazdera (76. Bolf) – Holzer, Jirásek, Jánoš, Fillo – Diop (71. O. Šašinka), Kuzmanović (66. R. Hrubý). Trenér Páník | |           |                      |                                                                        |  |

| 2 11. května 2019 | AC Sparta Praha          | 1 : 0     | FC Slovan Liberec                                                                         | Letná, Praha                                                         |  |
| 20:00 | Costa 6' Eldar Ćivić 64' | sparta.cz | 21' Tomáš Malinský 24' Libor Kozák 25' Michal Fukala 51' Oscar Dorley 90'+3' Radim Breite | Diváci: 7 267 Rozhodčí: Marek Nenadál AR: Jiří Moláček, Marek Podaný |  |
| Poznámky: AC Sparta Praha: Heča – Hanousek, Costa, Radaković, Zahustel (85. Chipciu) – Hložek, Frýdek (C), Hašek, Sáček, Karlsson (63. Ćivić) – Drchal (75. Tetteh). Trenér Horňák FC Slovan Liberec: Nguyen – Hybš, Mara, Kačaraba, Fukala (83. Musa) – Dorley, Breite (C) – Potočný, Sýkora (70. Pešek), Malinský (75. Nešický) – Kozák. Trenér Hornyák |                          |           |                                                                                           |                                                                      |  |

| 3 15. května 2019 | FC Viktoria Plzeň                                                              | 4 : 0     | AC Sparta Praha | Doosan Arena, Plzeň                                                |  |
| 17:30 | Tomáš Hořava 23' Jan Kovařík 43' Jan Kovařík 59' Jan Kopic 61' Lukáš Hejda 79' | sparta.cz |                 | Diváci: 8 842 Rozhodčí: Emanuel Marek AR: Petr Blažej, Matěj Vlček |  |
| Poznámky: AC Sparta Praha: Heča – Hanousek, Costa, Plechatý, Zahustel (46. Kanga) – Chipciu, Frýdek (C), Hašek (46. Ćivić), Sáček, Karlsson (65. Tetteh) – Hložek. Trenér Horňák FC Viktoria Plzeň: Hruška – Limberský, Brabec, Hejda, Řezník – Hrošovský (C), Hořava – Kovařík (87. Pačinda), Kayamba, Kopic (89. Havel) – Beauguel (78. Chorý). Trenér Vrba |                                                                                |           |                 |                                                                    |  |

| 4 19. května 2019 | AC Sparta Praha                                           | 2 : 0     | FK Jablonec       | Letná, Praha                                                         |  |
| 15:00 | Lukáš Štetina 12' Guélor Kanga 45'+2' Ondřej Zahustel 57' | sparta.cz | 40' David Hovorka | Diváci: 7 125 Rozhodčí: Jiří Houdek AR: Tomáš Mokrusch, Jiří Pečenka |  |
| Poznámky: AC Sparta Praha: Heča – Hanousek, Štetina, Radaković (87. Plechatý), Zahustel (77. Chipciu) – Frýdek (C), Hašek – Hložek, Kanga, Karlsson – Tetteh (56. Ćivić). Trenér Horňák FK Jablonec: Hanuš – Sobol, Kubista, Hovorka, Holeš – Hübschman (C) (65. Pilík) – Jovović (78. Pleštil), Považanec, Trávník (87. Peřina), Kratochvíl – Doležal. Trenér Rada |                                                           |           |                   |                                                                      |  |

| 5 26. května 2019 | SK Slavia Praha                                                                                  | 2 : 1     | AC Sparta Praha                                            | Eden, Praha                                                            |  |
| 17:00 | Tomáš Souček 7' Alexandru Băluță 45'+1' Alexandru Băluță 50' Tomáš Souček 58' Miroslav Stoch 90' | sparta.cz | 21' (pen.) Guélor Kanga 22' Guélor Kanga 79' Srđan Plavšić | Diváci: 17 000 Rozhodčí: Ondřej Berka AR: Jaroslav Kubr, Milan Flimmel |  |
| Poznámky: 293. derby AC Sparta Praha: Heča – Hanousek, Štetina, Radaković, Zahustel – Ćivić (46. Sáček), Frýdek (C), Kanga, Hašek (77. Karlsson), Hložek – Tetteh (25. Plavšić). Trenér Horňák SK Slavia Praha: Kovář – Zelený, Deli, Kúdela, Coufal – Král, T. Souček (C) – Olayinka (88. Tecl), Ševčík, Masopust (82. Hromada) – Băluță (63. Stoch). Trenér Trpišovský |                                                                                                  |           |                                                            |                                                                        |  |

#### Tabulka
| Poř. | Tým               | Z  | V  | R  | P  | VG | OG | B  |
| ---- | ----------------- | -- | -- | -- | -- | -- | -- | -- |
| 1.   | SK Slavia Praha   | 35 | 26 | 5  | 4  | 79 | 26 | 83 |
| 2.   | FC Viktoria Plzeň | 35 | 24 | 6  | 5  | 57 | 32 | 78 |
| 3.   | AC Sparta Praha   | 35 | 20 | 6  | 9  | 59 | 33 | 66 |
| 4.   | FK Jablonec       | 35 | 17 | 6  | 12 | 58 | 32 | 57 |
| 5.   | FC Baník Ostrava  | 35 | 13 | 8  | 14 | 39 | 43 | 47 |
| 6.   | FC Slovan Liberec | 35 | 12 | 10 | 13 | 34 | 32 | 46 |

|  | Postup do 4. předkola Ligy mistrů UEFA 2019/20                            |
|  | Postup do 2. předkola (nemistrovská kvalifikace) Ligy mistrů UEFA 2019/20 |
|  | Postup do 3. předkola Evropské ligy UEFA 2019/20                          |
|  | Postup do 2. předkola Evropské ligy UEFA 2019/20                          |
|  | Postup do zápasu o Evropskou ligu                                         |

## Pohár
| 3. kolo 2. října 2018 | TJ Slavoj TKZ Polná                             | 1 : 4     | AC Sparta Praha                                                                                           | Městský fotbalový stadion, Polná       |  |
| 15:30 | Jiří Fadrný 62' David Čížek 78' Jan Urbánek 85' | sparta.cz | 22' Matěj Pulkrab 27' Lukáš Vácha 38' Tomáš Wiesner 74' Uroš Radaković 88' Josef Šural 90'+1' Adam Hložek | Diváci: 3 450 Rozhodčí: Martin Nenadál |  |
| Poznámky: AC Sparta Praha: Heča – Wiesner, Radaković, Štetina, Ćivić – Sáček, Vácha (C) (63. Plavšić), Kanga, Vătăjelu – Pulkrab (52. Šural), Mebrahtu (83. Hložek). Trenér Ščasný TJ Slavoj TKZ Polná: Skočdopole – Holub, Šourek, Čížek, Haala – Klíma, Pecina (55. Fadrný) – Urbánek (C), Kavka, Bajer (78. Rod) – Válek (70. Voráč). Trenér Lovětínský |                                                 |           | |                                        |  |

| Osmifinále 28. listopadu 2018 | SFC Opava | 0 : 0 (3 : 4 pen) | AC Sparta Praha | Městský stadion, Opava            |  |
| 15:45 | Matěj Hrabina 45'+2' Joel Ngandu Kayamba 82' Jakub Janetzký 84' Nemanja Kuzmanović Dominik Simerský Joel Ngandu Kayamba Tomáš Jursa Tomáš Smola Jan Schaffartzik | sparta.cz         | 45'+2' Martin Frýdek 58' Tomáš Wiesner 85' Golgol Mebrahtu Nicolae Stanciu Guélor Kanga Alexandru Chipciu Matěj Pulkrab Golgol Mebrahtu Martin Frýdek | Diváci: 6 792 Rozhodčí: Jan Jílek |  |
| Poznámky: AC Sparta Praha: Heča – Ćivić, Costa, Radaković, Wiesner (79. Pulkrab) – Plavšić (112. Hložek), Frýdek, Kanga, Chipciu – Stanciu (C) – Tetteh (20. Mebrahtu). Trenér Ščasný SFC Opava: Fendrich – Žídek (C), Svozil, Simerský, Hrabina – Řezníček (77. Jursa), Schaffartzik – Zapalač (113. Kuzmanović), Janetzký, Jurečka (79. Kayamba) – Juřena (98. Smola). Trenér Kopecký | |                   | |                                   |  |

| Čtvrtfinále 2. dubna 2019 | FK Teplice | 2 : 2 (2 : 4 pen) | AC Sparta Praha | Stadion Na Stínadlech, Teplice     |  |
| 17:00 | Daniel Trubač 28' Soune Soungole 45'+1' David Bezdička 71' Michal Jeřábek 90'+1' Jan Hošek 100' Tomáš Vondrášek 102' Michal Jeřábek 104' Jakub Diviš 120' Jakub Hora Tomáš Kučera Admir Ljevaković Martin Jindráček | sparta.cz         | 58' Costa 75' Srđan Plavšić 85' Srđan Plavšić 109' Martin Frýdek 120' Václav Drchal 120' Guélor Kanga Ondřej Zahustel Martin Frýdek Srđan Plavšić Václav Drchal Guélor Kanga | Diváci: 7 361 Rozhodčí: Pavel Orel |  |
| Poznámky: AC Sparta Praha: Heča – Hanousek, Costa, Štetina, Chipciu (96. Zahustel) – Frýdek (C), Sáček (88. Radaković) – Karlsson (70. Plavšić), Kanga, Hložek – Tetteh (46. Drchal). Trenér Ščasný FK Teplice: Diviš – Hyčka, Shejbal, Jeřábek, Vondrášek – Žitný (63. Bezdička), Kučera, Soungole (81. Hošek), Hora (C) – Trubač (74. Radosta, 118. Ljevaković), Jindráček. Trenér Hejkal | |                   | |                                    |  |

| Semifinále 24. dubna 2019 | SK Slavia Praha                                                                                              | 3 : 0     | AC Sparta Praha                                                        | Eden, Praha                              |  |
| 17:00 | Tomáš Souček 25' Tomáš Souček 45'+3' Tomáš Souček 45'+5' Lukáš Masopust 51' Mick van Buren 71' Jan Bořil 87' | sparta.cz | 27' Costa 45'+5' Martin Frýdek 45'+5' Guélor Kanga 87' Benjamin Tetteh | Diváci: 16 264 Rozhodčí: Ondřej Pechanec |  |
| Poznámky: 292. derby AC Sparta Praha: Heča – Hanousek, Štetina, Costa (C), Zahustel – Plavšić (64. Karlsson), Kanga, Frýdek, Hašek (52. Sáček), Hložek – Drchal (66. Tetteh). Trenér Ščasný SK Slavia Praha: Kolář – Bořil, Deli, Ngadeu-Ngadjui, Frydrych – T. Souček, Král – Olayinka, Hušbauer (C) (78. Traoré), Masopust (74. Stoch) – van Buren (82. Băluță). Trenér Trpišovský | |           |                                                                        |                                          |  |

## Evropská liga

### 2. předkolo
| 1. zápas 26. července 2018 | FK Spartak Subotica                                                         | 2 : 0     | AC Sparta Praha                   | Karađorđe Stadium, Novi Sad              |  |
| 20:45 | Nemanja Ćalasan 8' Branimir Jočić 45' Noboru Shimura 48' Ognjen Đuričin 57' | sparta.cz | 51' Josef Šural 87' Martin Frýdek | Diváci: 4 000 Rozhodčí: Pawel Raczkowski |  |
| Poznámky: AC Sparta Praha: Niță – Chipciu, Radaković, Kaya, Frýdek – Ben Chaim (61. Vukadinović), Stanciu (C), Kulhánek, Kanga, Plavšić (46. Šural) – Tetteh (84. Ristić). Trenér Hapal FK Spartak Subotica: Perić – Vukčević (74. Afum), Ćalasan, Kerkez (C), Tekijaški – Jočić – Savković, Glavčić, Shimura, Đuričin (75. Milošević) – Cecarić (85. Marčić). Trenér Gačinović |                                                                             |           |                                   |                                          |  |

| Odveta 2. srpna 2018 | AC Sparta Praha | 2 : 1     | FK Spartak Subotica                                                                            | Letná, Praha                                |  |
| 19:00 | Josef Šural 28' Guélor Kanga 61' Srđan Plavšić 66' Srđan Plavšić 67' Josef Šural 74' Alexandru Chipciu 88' Benjamin Tetteh 88' Josef Šural 90'+8' | sparta.cz | 55' Milan Marčić 75' (pen.) Bojan Čečarić 82' Milan Marčić 90' Dejan Đenić 90'+4' Nikola Perić | Diváci: 12 068 Rozhodčí: Sebastian Coltescu |  |
| Poznámky: AC Sparta Praha: Niță – Chipciu (90. Štetina), Radaković, Kaya, Costa (85. Vătăjelu) – Stanciu, Frýdek, Kanga, Plavšić – Tetteh, Šural (C). Trenér Ščasný FK Spartak Subotica: Perić – Vukčević, Ćalasan (36. Marčić), Kerkez (C), Tekijaški – Jočić, Shimura – Savković, Glavčić, Đuričin (56. Denić) – Cecarić (90.+4. Torbica). Trenér Gačinović | |           |                                                                                                |                                             |  |

- Celkem 2 : 3, postupuje  FK Spartak Subotica →  AC Sparta Praha končí

## Statistiky

### Góly
| Gól | Hráč                  | Liga | Pohár | EL |
| --- | --------------------- | ---- | ----- | -- |
| 12  | Guélor Kanga          | 12   | 0     | 0  |
| 11  | Benjamin Tetteh       | 11   | 0     | 0  |
| 5   | Josef Šural           | 3    | 1     | 1  |
| 4   | Nicolae Stanciu       | 4    | 0     | 0  |
| 4   | Václav Drchal         | 3    | 1     | 0  |
| 4   | Adam Hložek           | 3    | 1     | 0  |
| 4   | Matěj Pulkrab         | 3    | 1     | 0  |
| 4   | Srđan Plavšić         | 2    | 1     | 1  |
| 3   | David Moberg Karlsson | 3    | 0     | 0  |
| 2   | Costa                 | 2    | 0     | 0  |
| 2   | Martin Frýdek         | 2    | 0     | 0  |
| 2   | Lukáš Štetina         | 2    | 0     | 0  |
| 2   | Ondřej Zahustel       | 2    | 0     | 0  |
| 2   | Uroš Radaković        | 1    | 1     | 0  |
| 1   | Martin Hašek          | 1    | 0     | 0  |
| 1   | Matěj Hanousek        | 1    | 0     | 0  |
| 1   | Alexandru Chipciu     | 1    | 0     | 0  |
| 1   | Michal Sáček          | 1    | 0     | 0  |
| 1   | Vukadin Vukadinović   | 1    | 0     | 0  |

### Asistence
| A | Hráč                  | Liga | Pohár | EL |
| - | --------------------- | ---- | ----- | -- |
| 7 | Guélor Kanga          | 4    | 3     | 0  |
| 6 | Nicolae Stanciu       | 6    | 0     | 0  |
| 4 | David Moberg Karlsson | 4    | 0     | 0  |
| 3 | Martin Frýdek         | 2    | 0     | 1  |
| 3 | Srđan Plavšić         | 2    | 0     | 1  |
| 2 | Eldar Ćivić           | 2    | 0     | 0  |
| 2 | Bořek Dočkal          | 2    | 0     | 0  |
| 2 | Matěj Hanousek        | 2    | 0     | 0  |
| 2 | Adam Hložek           | 2    | 0     | 0  |
| 2 | Alexandru Chipciu     | 2    | 0     | 0  |
| 2 | Michal Sáček          | 2    | 0     | 0  |
| 1 | Golgol Mebrahtu       | 1    | 0     | 0  |
| 1 | Benjamin Tetteh       | 1    | 0     | 0  |
| 1 | Vukadin Vukadinović   | 1    | 0     | 0  |
| 1 | Lukáš Štetina         | 0    | 1     | 0  |
| 1 | Lukáš Vácha           | 0    | 1     | 0  |

### Žluté karty
|    | Hráč                  | Liga | Pohár | EL |
| -- | --------------------- | ---- | ----- | -- |
| 17 | Guélor Kanga          | 14   | 2     | 1  |
| 12 | Martin Frýdek         | 8    | 3     | 1  |
| 9  | Costa                 | 7    | 2     | 0  |
| 7  | Srđan Plavšić         | 5    | 1     | 1  |
| 6  | Josef Šural           | 4    | 0     | 2  |
| 5  | Alexandru Chipciu     | 4    | 0     | 1  |
| 5  | Benjamin Tetteh       | 3    | 1     | 1  |
| 4  | Eldar Ćivić           | 4    | 0     | 0  |
| 4  | Michal Sáček          | 4    | 0     | 0  |
| 4  | Nicolae Stanciu       | 4    | 0     | 0  |
| 4  | Lukáš Štetina         | 4    | 0     | 0  |
| 3  | Florin Niță           | 3    | 0     | 0  |
| 3  | Uroš Radaković        | 3    | 0     | 0  |
| 3  | Ondřej Zahustel       | 3    | 0     | 0  |
| 3  | Lukáš Vácha           | 2    | 1     | 0  |
| 2  | Semih Kaya            | 2    | 0     | 0  |
| 2  | Bogdan Vătăjelu       | 2    | 0     | 0  |
| 2  | Vukadin Vukadinović   | 2    | 0     | 0  |
| 2  | Tomáš Wiesner         | 0    | 2     | 0  |
| 1  | Václav Drchal         | 1    | 0     | 0  |
| 1  | Martin Hašek          | 1    | 0     | 0  |
| 1  | Václav Kadlec         | 1    | 0     | 0  |
| 1  | David Moberg Karlsson | 1    | 0     | 0  |
| 1  | Dominik Plechatý      | 1    | 0     | 0  |
| 1  | Matěj Pulkrab         | 1    | 0     | 0  |
| 1  | Golgol Mebrahtu       | 0    | 1     | 0  |

### Červené karty
| Vyloučení | Hráč            | Liga | Pohár | EL |
| --------- | --------------- | ---- | ----- | -- |
| 1         | Eldar Ćivić     | 1    | 0     | 0  |
| 1         | Guélor Kanga    | 1    | 0     | 0  |
| 1         | Nicolae Stanciu | 1    | 0     | 0  |
| 1         | Lukáš Štetina   | 1    | 0     | 0  |
| 1         | Josef Šural     | 0    | 0     | 1  |

## Přípravy

### Letní příprava
| 23. června 2018 | AC Sparta Praha     | 1 : 2 | AS Trenčín                            |  |  |  |
| 11:00           | Benjamin Tetteh 22' |       | 10' Desley Ubbink 77' Hamza Ćataković |  |  |  |
|                 |                     |       |                                       |  |  |  |

| 23. června 2018 | AC Sparta Praha                                                            | 4 : 2 | AS Trenčín          |  |  |  |
| 14:00           | Tal Ben Chaim 48' Mihailo Ristić 63' Nicolae Stanciu 83' Daniel Holzer 86' |       | 72', 75' Jakub Paur |  |  |  |
|                 |                                                                            |       |                     |  |  |  |

| 27. června 2018 | AC Sparta Praha | 0 : 0 | MFK Ružomberok |  |  |  |
| 11:00           |                 |       |                |  |  |  |
|                 |                 |       |                |  |  |  |

| 3. července 2018 | AC Sparta Praha | 0 : 1 | Celtic Glasgow     |  |  |  |
| 17:30            |                 |       | 20' Moussa Dembélé |  |  |  |
|                  |                 |       |                    |  |  |  |

| 6. července 2018 | AC Sparta Praha | 1 : 2 | SK Dynamo České Budějovice                  |  |  |  |
| 15:00            | Lukáš Vácha 18' |       | 36' (pen.) Jiří Kladrubský 47' Lukáš Pouček |  |  |  |
|                  |                 |       |                                             |  |  |  |

| 10. července 2018 | AC Sparta Praha                                 | 2 : 1 | PFK Křídla Sovětů Samara |  |  |  |
| 16:00             | Tal Ben Chaim 2' (pen.) Vukadin Vukadinović 88' |       | 29' Denis Tkačuk         |  |  |  |
|                   |                                                 |       |                          |  |  |  |

| 14. července 2018 | AC Sparta Praha    | 1 : 2 | Zagłębie Lubin                               | Generali Arena, Praha |  |  |
| 17:00             | Mihailo Ristić 17' |       | 15' Bartlomiej Pawlowski 50' Łukasz Janoszka |                       |  |  |
|                   |                    |       |                                              |                       |  |  |

### Zimní příprava
| 9. ledna 2019 | AC Sparta Praha                                          | 3 : 1 | SK Dynamo České Budějovice | Strahov, Praha |  |  |
| 11:00         | Václav Drchal 18' Nicolae Stanciu 33' Vojtěch Patrák 82' |       | 62' Matej Mršić            |                |  |  |
|               |                                                          |       |                            |                |  |  |

| 12. ledna 2019 | AC Sparta Praha                           | 2 : 0 | FC Energie Cottbus | Stadion der Freundschaft, Chotěbuz, Německo |  |  |
| 14:00          | Benjamin Tetteh 34' Alexandru Chipciu 50' |       |                    |                                             |  |  |
|                |                                           |       |                    |                                             |  |  |

| 16. ledna 2019 | AC Sparta Praha                                                            | 5 : 0 | FK Loko Vltavín | Strahov, Praha |  |  |
| 11:00          | Václav Drchal 7', 24' Eldar Ćivić 35' Nicolae Stanciu 79' Vadim Červak 81' |       |                 |                |  |  |
|                |                                                                            |       |                 |                |  |  |

| 21. ledna 2019 | AC Sparta Praha                                         | 3 : 1 | MOL Vidi FC                | Marbella, Španělsko |  |  |
| 16:00          | Alexandru Chipciu 7' Guélor Kanga 39' Srđan Plavšić 81' |       | 52' (pen.) Szabolcs Huszti |                     |  |  |
|                |                                                         |       |                            |                     |  |  |

| 26. ledna 2019 | AC Sparta Praha                                            | 3 : 2 | FK Dynamo Kyjev                         | Marbella, Španělsko |  |  |
| 12:00          | Benjamin Tetteh 18' Nicolae Stanciu 45'+1' Adam Hložek 81' |       | 47' Viktor Cygankov 64' Akhmed Alibekov |                     |  |  |
|                |                                                            |       |                                         |                     |  |  |

| 26. ledna 2019 | AC Sparta Praha                                          | 4 : 1 | Peking Žen-che          | Marbella, Španělsko |  |  |
| 16:00          | Václav Drchal 56', 67' Martin Hašek 35' Michal Sáček 85' |       | 49' (pen.) Makhete Diop |                     |  |  |
|                |                                                          |       |                         |                     |  |  |

| 31. ledna 2019 | AC Sparta Praha                                                | 3 : 2 | PFK CSKA Sofia                          | Marbella, Španělsko |  |  |
| 16:00          | Václav Drchal 9' Guélor Kanga 67' (pen.) Alexandru Chipciu 81' |       | 21' (pen.) Tiago Rodrigues 41' Jorginho |                     |  |  |
|                |                                                                |       |                                         |                     |  |  |

## AC Sparta Praha Ženy

### Základní část
| Poř. | Tým               | Z  | V  | R | P | VG  | OG | B  |
| ---- | ----------------- | -- | -- | - | - | --- | -- | -- |
| 1.   | AC Sparta Praha   | 14 | 14 | 0 | 0 | 93  | 4  | 42 |
| 2.   | SK Slavia Praha   | 14 | 12 | 0 | 2 | 101 | 7  | 36 |
| 3.   | FC Slovan Liberec | 14 | 6  | 2 | 6 | 19  | 28 | 20 |
| 4.   | 1. FC Slovácko    | 14 | 5  | 1 | 8 | 20  | 46 | 16 |
| 5.   | FK Dukla Praha    | 14 | 4  | 2 | 8 | 17  | 48 | 14 |

### Nadstavba
| Poř. | Tým               | Z | V | R | P | VG  | OG | B  |
| ---- | ----------------- | - | - | - | - | --- | -- | -- |
| 1.   | AC Sparta Praha   | 6 | 5 | 1 | 0 | 121 | 11 | 58 |
| 2.   | SK Slavia Praha   | 6 | 4 | 0 | 2 | 136 | 18 | 48 |
| 3.   | FC Slovan Liberec | 6 | 0 | 3 | 3 | 21  | 46 | 23 |
| 4.   | 1. FC Slovácko    | 6 | 0 | 2 | 4 | 24  | 79 | 18 |

## FIFA 19
Sparta bude druhý rok po sobě v populární hře série FIFA, ve hře FIFA 19, která vyšla 28. září 2018.
|    | Pozice | Nár.     | Jméno       | DIV | HAN | KIC | REF | SPE | POS | S/M | W/F |
| -- | ------ | -------- | ----------- | --- | --- | --- | --- | --- | --- | --- | --- |
| 71 | GK     | Rumunsko | Florin Niță | 71  | 67  | 58  | 72  | 31  | 76  | 1   | 2   |
| 66 | GK     | Česko    | David Bičík | 66  | 64  | 63  | 65  | 23  | 64  | 1   | 2   |

|    | Pozice | Nár.                | Jméno                 | PAC | SHO | PAS | DRI | DEF | PHY | S/M | W/F |
| -- | ------ | ------------------- | --------------------- | --- | --- | --- | --- | --- | --- | --- | --- |
| 72 | CB     | Slovensko           | Lukáš Štetina         | 63  | 38  | 46  | 49  | 71  | 80  | 2   | 2   |
| 72 | RB     | Česko               | Ondřej Zahustel       | 84  | 60  | 61  | 68  | 67  | 72  | 3   | 2   |
| 70 | LB     | Zimbabwe            | Costa Nhamoinesu      | 82  | 39  | 59  | 61  | 69  | 77  | 2   | 3   |
| 70 | CB     | Turecko             | Semih Kaya            | 64  | 38  | 54  | 55  | 69  | 70  | 2   | 2   |
| 66 | LB     | Rumunsko            | Bogdan Vătăjelu       | 84  | 57  | 63  | 70  | 60  | 57  | 3   | 2   |
| 64 | LB     | Srbsko              | Mihailo Ristić        | 66  | 55  | 59  | 61  | 60  | 59  | 3   | 3   |
| 74 | CAM    | Rumunsko            | Nicolae Stanciu       | 69  | 71  | 72  | 74  | 34  | 62  | 3   | 4   |
| 74 | CAM    | Gabon               | Guélor Kanga          | 75  | 66  | 73  | 76  | 49  | 59  | 4   | 4   |
| 72 | LM     | Izrael              | Tal Ben Chaim         | 89  | 68  | 65  | 74  | 29  | 59  | 3   | 4   |
| 71 | RM     | Srbsko              | Srđan Plavšić         | 85  | 63  | 65  | 75  | 27  | 59  | 3   | 3   |
| 70 | RM     | Rumunsko            | Alexandru Chipciu     | 75  | 68  | 68  | 68  | 52  | 66  | 3   | 4   |
| 68 | CM     | Česko               | Michal Sáček          | 70  | 52  | 67  | 69  | 61  | 65  | 3   | 3   |
| 68 | CM     | Česko               | Martin Frýdek         | 76  | 63  | 67  | 68  | 61  | 77  | 3   | 3   |
| 67 | CAM    | Španělsko           | Néstor Albiach        | 76  | 61  | 61  | 71  | 26  | 69  | 3   | 2   |
| 66 | CDM    | Česko               | Lukáš Vácha           | 65  | 56  | 65  | 66  | 62  | 67  | 3   | 3   |
| 64 | RM     | Srbsko              | Vukadin Vukadinović   | 82  | 59  | 53  | 64  | 35  | 74  | 2   | 3   |
| 62 | LM     | Bosna a Hercegovina | Eldar Ćivić           | 74  | 51  | 55  | 61  | 45  | 67  | 2   | 3   |
| 73 | ST     | Česko               | Josef Šural           | 70  | 70  | 67  | 72  | 34  | 73  | 3   | 3   |
| 70 | ST     | Česko               | Václav Kadlec         | 87  | 69  | 60  | 69  | 36  | 64  | 3   | 4   |
| 68 | CF     | Švédsko             | David Moberg Karlsson | 87  | 66  | 60  | 67  | 26  | 62  | 3   | 3   |
| 66 | ST     | Ghana               | Benjamin Tetteh       | 76  | 61  | 51  | 68  | 23  | 73  | 3   | 4   |

### 125 let
AC Sparta Praha si ke 125. výročí klubu připravila sérii videí mapující historii klubu
- Zrození charakteru
- Osobnosti 1. éry: Karlík, Pilát, Burian Archivováno 17. 11. 2018 na Wayback Machine.
- Železná Sparta: 1918 – 1926
- Osobnosti 2. éry: Janda-Očko, Káďa Archivováno 18. 11. 2018 na Wayback Machine.
- Evropská dominance: 1926 – 1944
- Osobnosti 3. éry: Burgr, Silný, Nejedlý Archivováno 19. 11. 2018 na Wayback Machine.
- Po válce nahoře i dole: 1944 – 1973
- Osobnosti 4. éry: Říha, Kvašňák, Mašek Archivováno 19. 11. 2018 na Wayback Machine.